# Powermat
PowermatTechnologies Ltd. es una empresa, fundada en 2006, que se dedica al desarrollo de soluciones de energía inalámbrica. La empresa concede licencias de propiedad intelectual (PI) y vende puntos de recarga a lugares públicos, junto con el software necesario para su mantenimiento, gestión e interacción con el consumidor. La tecnología de carga inductiva de la empresa ha sido adoptada por la Power Matters Alliance (PMA) y es la plataforma adoptada por Duracell, General Motors, Starbucks y AT&T.

## Productos
Powermat fabrica receptores y transmisores para la industria móvil, consumidores y lugares públicos. Licencia su tecnología, que permite cumplir las normas Qi. Además, Powermat opera un sistema de servicios de software que permite a los propietarios de locales controlar y gestionar sus redes de alimentación inalámbrica instaladas, cada una de las cuales consta de puntos de carga y una pasarela.

## Tecnología

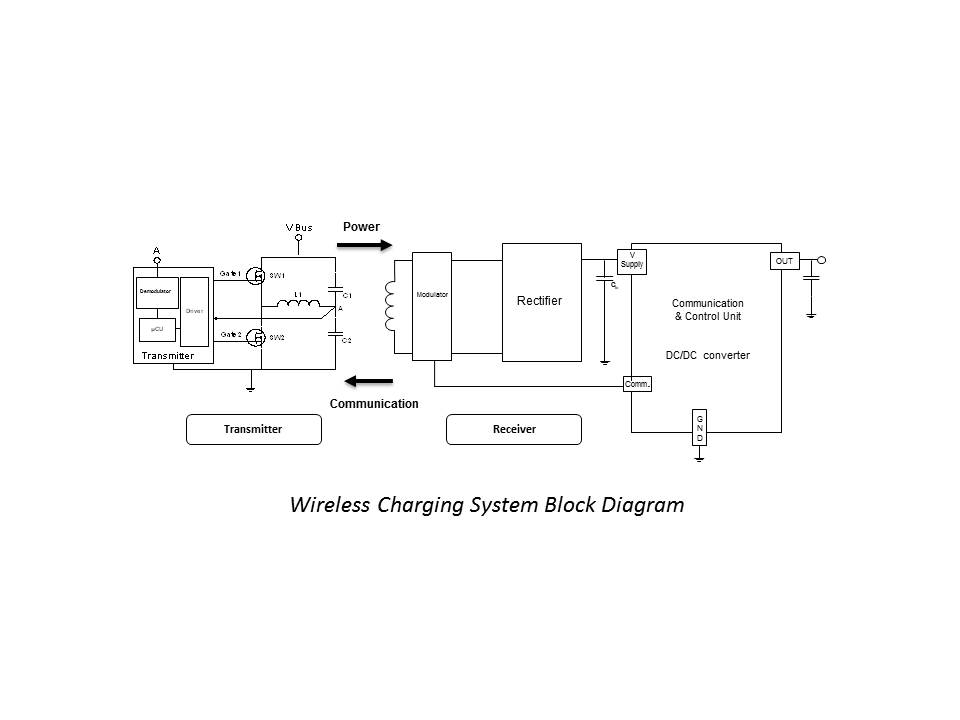
Ilustración de un sistema de carga inalámbrica inductiva

La tecnología de la empresa se basa en la Transferencia de Potencia Acoplada Inductivamente. Como muestra el diagrama de bloques, al variar la corriente en la bobina de inducción primaria dentro de un transmisor se genera un campo magnético alterno dentro de un punto de carga. El receptor es una segunda bobina de inducción en el dispositivo portátil que toma la energía del campo magnético y la convierte de nuevo en corriente eléctrica para cargar la batería del dispositivo. 
Una parte adicional de la tecnología es la Comunicación de Control del Sistema:
Data over Coil (DoC): la Rx envía información a la Tx cambiando la carga vista por la bobina Tx. El protocolo se basa en la señalización por frecuencia, lo que permite una respuesta rápida por parte del transmisor. Cada receptor está equipado con un identificador único (RxID), lo que permite al sistema, cuando se instala en lugares públicos, reconocer a los usuarios y comunicarse con ellos. El RxID se comunica como parte de los datos a través de la bobina al Tx.

## Historia
A mediados de 2008, la empresa Powermat anunció que estaba casi lista para comercializar las primeras encarnaciones de estas tecnologías. Se trataría de una serie de «superficies», denominadas alfombrillas, que, gracias a los principios del acoplamiento inductivo, permitirían recargar dispositivos electrónicos como teléfonos móviles, reproductores MP3 e incluso ordenadores portátiles con sólo colocarlos cerca.
El lanzamiento comercial fue anunciado para el 4 de octubre de 2009 en EE. UU. y el 22 de octubre de 2009 en Italia (primer país fuera de EE. UU.).